# Voleibol en los Juegos Panafricanos
El Voleibol en los Juegos Panafricanos se celebra desde la edición de 1965 en la República del Congo, aunque fue desde la edición de 1978 en Argelia que iniciaron en la modalidad femenil y desde entonces ha sido uno de los deportes del programa de los Juegos Panafricanos.

## Ediciones Anteriores

### Masculino
| 19651 | República del Congo | Egipto                                | –                                     | Túnez                                 | Congo                                 | –                                     | Camerún                               |
| 1969  | Mali                | Cancelado por Golpe de Estado Militar | Cancelado por Golpe de Estado Militar | Cancelado por Golpe de Estado Militar | Cancelado por Golpe de Estado Militar | Cancelado por Golpe de Estado Militar | Cancelado por Golpe de Estado Militar |
| 1973  | Nigeria             | Egipto                                | 3 – 0                                 | Túnez                                 | Senegal                               | 3 – 2                                 | Costa de Marfil                       |
| 1978  | Argelia             | Túnez                                 | 3 – 2                                 | Nigeria                               | Argelia                               | 3 – 2                                 | Costa de Marfil                       |
| 1987  | Kenia               | Camerún                               | 3 – 0                                 | Argelia                               | Nigeria                               | 3 – 0                                 | Madagascar                            |
| 1991  | Egipto              | Argelia                               | 3 – 2                                 | Egipto                                | Túnez                                 | 3 – 0                                 | Camerún                               |
| 1995  | Zimbabue            | Egipto                                | 3 – 0                                 | Camerún                               | Nigeria                               | 3 – 1                                 | Argelia                               |
| 1999  | Sudáfrica           | Camerún                               | 3 – 2                                 | Nigeria                               | Egipto                                | 3 – 1                                 | Sudáfrica                             |
| 2003  | Nigeria             | Egipto                                | 3 – 0                                 | Nigeria                               | Camerún                               | 3 – 2                                 | Argelia                               |
| 2007  | Argelia             | Egipto                                | 3 – 1                                 | Túnez                                 | Argelia                               | 3 – 2                                 | Kenia                                 |
| 2011  | Mozambique          | Camerún                               | 3 – 2                                 | Argelia                               | Kenia                                 | 3 – 0                                 | Ruanda                                |
| 2015  | República del Congo | Argelia                               | 3 – 0                                 | Congo                                 | Egipto                                | 3 – 2                                 | Ruanda                                |

1- Se jugó bajo un formato round-robin, por lo que el equipo que quedó en primer lugar de la tabla de posiciones fue el ganador de la medalla de oro.

### Femenino
| 1978 | Argelia             | Argelia | 3 – 0 | Nigeria | Ghana    | 3 – 2 | Túnez      |
| 1987 | Kenia               | Egipto  | 3 – 1 | Kenia   | Mauricio | 3 – 1 | Ghana      |
| 1991 | Egipto              | Kenia   | 3 – 0 | Egipto  | Camerún  | –     | Ghana      |
| 1995 | Zimbabue            | Kenia   | 3 – 0 | Nigeria | Egipto   | –     |            |
| 1999 | Sudáfrica           | Kenia   | 3 – 1 | Egipto  | Nigeria  | 3 – 0 | Sudáfrica  |
| 2003 | Nigeria             | Nigeria | 3 – 2 | Egipto  | Kenia    | 3 – 0 | Camerún    |
| 2007 | Argelia             | Argelia | 3 – 1 | Camerún | Kenia    | 3 – 0 | Seychelles |
| 2011 | Mozambique          | Argelia | 3 – 1 | Camerún | Kenia    | 3 – 0 | Nigeria    |
| 2015 | República del Congo | Kenia   | 3 – 1 | Camerún | Egipto   | 3 – 0 | Seychelles |

## Medallero
| #     | País                | Oro | Plata | Bronce | Total |
| ----- | ------------------- | --- | ----- | ------ | ----- |
| 1     | Egipto              | 6   | 4     | 4      | 14    |
| 2     | Argelia             | 5   | 2     | 2      | 9     |
| 3     | Kenia               | 4   | 1     | 4      | 9     |
| 4     | Camerún             | 3   | 4     | 2      | 9     |
| 5     | Túnez               | 1   | 3     | 1      | 5     |
| 6     | Nigeria             | 1   | 2     | 3      | 8     |
| 7     | República del Congo | 0   | 1     | 1      | 2     |
| 8     | Senegal             | 0   | 0     | 1      | 1     |
| 8     | Ghana               | 0   | 0     | 1      | 1     |
| 8     | Mauricio            | 0   | 0     | 1      | 1     |
| Total | Total               | 11  | 11    | 11     | 33    |